# La Crosse (Waszyngton)
La Crosse – miasto w Stanach Zjednoczonych, w stanie Waszyngton, w hrabstwie Whitman.